# Еліас Ворлічек
Еліас Ворлічек (англ. Elias Vorlicek; нар. 12 березня 1951, Ліндау, Баварія, ФРН) — німецько—канадський хокеїст, нападник.

## Кар'єра

### Канада
Уродженець Альгою Ворлічек, виріс у Канаді, куди його емігрували батьки. Свою кар'єру хокеїста почав як нападник у Мічиганському технологічному університеті, де виступав чотири сезони. 

### ФРН
Після чотирьох сезонів у Канаді, він переїхав до Німеччини, де виступав за клуб Бундесліги ХК «Фюссен». Його найуспішніший період прийшовся на час перебування в складі клубу «Маннхаймер ЕРК», за який він виступав з 1978 по 1981 роки. У 172 матчах він набрав 152 очка (72 + 80). У сезоні 1979/80 став чемпіоном ФРН. Один сезон відіграв у складі ХК «Фрайбург», де у 45 іграх, набрав 41 очко (10 + 31). Сезон 1982/83 провів у ХК «Бремергафен» (2. Бундесліга) — 45 матчів, 70 очок (32 + 38), наступний сезон провів в ХК «Кемптен» — 46 матчів, 78 очок (41 + 37). Ще три сезон відіграв за ХК «Айнтрахт» (Франкфурт-на-Майні) повернувшись до Бундесліги, де виступав у сезоні 1986/87. Наступні два сезони Еліас провів у другій Бундеслізі в складі клубів «Кассель» та ХК «Ессен». Закінчив свою кар'єру в 1989 році.

## Інше
З 2008 року Ворлічек є директором хокейної школи в австрійському місті Санкт-Пельтен.